# Maria Grinberg
Pour les articles homonymes, voir Grinberg.
Maria Grinberg, née à Odessa le 6 septembre 1908 et morte à Tallinn le 14 juillet 1978, est une pianiste classique russe.

## Biographie
Née dans une famille de l'intelligentsia juive russe, elle prend ses premières leçons de piano avec sa mère, puis David Aisberg, qui lui donne gratuitement des cours. À l'âge de 12 ans, en 1920, elle joue le Concerto de Grieg avec l'orchestre de l'Opéra d'Odessa. La famille vit pauvrement, le père ne pouvant plus exercer sa profession de professeur d'hébreu depuis la Révolution. En 1923 elle entre au Conservatoire d'Odessa, et elle joue avec David Oïstrakh, originaire comme elle d'Odessa.  À 17 ans, à l'automne 1925, elle part étudier à Moscou, où elle fait une forte impression à Heinrich Neuhaus. En 1926, elle entre dans la classe de Felix Blumenfeld (qui eut aussi comme élève Vladimir Horowitz). Elle joue des sonates de Beethoven, les Rhapsodies de Liszt, les œuvres de Frank, Ravel. Après la mort de Blumenfeld, en 1931, Grinberg poursuit ses études avec Constantin Igoumnov, jusqu'en 1935, année où elle obtient le Second Prix au Concours de piano de la Grande Union. La même année, elle est profondément marquée et influencée par un concert d'Artur Schnabel, qui lui fait mesurer la profondeur de la musique de Beethoven, et dont elle dira : « Après ma rencontre avec Schnabel, j'ai été toute ma vie à la recherche de Beethoven. » Elle donne alors de nombreux concerts dans différentes villes d'Union Soviétique. En 1937, elle est sélectionnée pour le Concours Chopin à Varsovie mais ne peut s'y rendre, attendant un enfant. Elle joue en soliste, mais pratique aussi la musique de chambre avec le Quatuor Borodine et accompagne la cantatrice Nina Dorliak.
Mais les débuts de cette carrière prometteuse sont compromis par l'arrestation de son mari, le poète polonais Stanislaw Grinberg, et de son père, professeur d'hébreu, et leur exécution, comme « ennemis du peuple », en 1937, grande période des persécutions staliniennes, visant notamment - mais pas uniquement - les Juifs. À partir de cette époque, elle ne peut plus jouer dans les manifestations officielles et doit se contenter d'accompagner une petite troupe de danseurs amateurs, participant occasionnellement à des concerts à la place du timbalier. Elle est renvoyée de l'Orchestre Philharmonique de Moscou où elle travaillait depuis 1932. Au début de la guerre, elle est déplacée en Oural, à Sverdlovsk (aujourd'hui Ekaterinbourg).
Quelques années plus tard, après la guerre, elle est réintégrée par le pouvoir et peut donner des concerts à travers l'Union soviétique. Après la mort de Staline, en 1953, le pouvoir lui permet aussi de donner des concerts à l'étranger, le premier ayant lieu à Prague en 1958, mais ses prestations hors de la Russie seront rares : 14 tournées au total, dont 12 dans les pays du bloc de l'Est, dans des programmes souvent consacrés à Beethoven, et 2 aux Pays-Bas (sa seule incursion au-delà du rideau de fer), où ses récitals sont particulièrement acclamés. Par ailleurs, elle est de nouveau frappée par le sort, car elle commence à perdre la vue ; les médecins diagnostiquent une tumeur au cerveau, dont elle est opérée avec succès en 1955. En 1959, elle commence à enseigner à l'Académie russe de musique Gnessine. Heinrich Neuhaus appuie sa candidature au poste de professeur dès 1960, mais elle ne le deviendra qu'en 1970. Elle reçoit en 1961 le titre d'« artiste émérite d'Union Soviétique » et obtient alors l'autorisation de partir en tournées dans les pays de l'Est.
À l'âge de 61 ans, elle obtient une chaire d'enseignement à l'Institut de Musique Gnessine ; ce sera sa seule reconnaissance officielle, et le Conservatoire de Moscou ne lui proposera jamais rien, comme elle ne sera jamais conviée à participer au jury du Concours International de piano Tchaïkovski. La fin de sa vie est ternie par une santé défaillante et de fréquentes annulations de concerts. Lorsque les médecins lui conseillent d'abandonner les concerts, elle déclare : « Pourquoi vivre, si je ne peux pas jouer ? » Elle meurt le 14 juillet 1978 à Tallinn, en Estonie. Elle est enterrée à Moscou.
De fait, à l'écart des milieux officiels de la musique en Union soviétique, comme sa compatriote et contemporaine Maria Yudina, mais très respectée des musiciens, voire vénérée, elle reste encore très méconnue. Heureusement, il reste tous ses enregistrements, au premier rang desquels figure la première intégrale par un pianiste russe des 32 sonates de Beethoven, son grand legs discographique, réalisé de 1960 à 1974, dont la presse musicale ne souffla pas un mot, même si elle en donna également l'exécution intégrale en concert à l'occasion de son soixantième anniversaire. On peut aussi mentionner un enregistrement exceptionnel du Troisième Concerto de Rachmaninov enregistré en 1958, à Moscou, sous la direction de Karl Eliasberg.

## Style et répertoire
Son répertoire est très vaste, comme la plupart des pianistes russes, mais elle est surtout reconnue pour ses interprétations très personnelles de Beethoven, Schumann, en particulier les Études symphoniques (enregistrées en 1961), Schubert, mais aussi Chopin, dont elle a donné une vision particulièrement angoissée et tragique, ou encore Brahms, Mendelssohn, Mozart et Rachmaninov. En plus d'une technique magnifique, ses interprétations se caractérisent par un sens aiguisé du drame, une fougue, une liberté, une audace rares, et une intensité parfois exaspérée, mais toujours sans pathos. Elle affectionnait aussi le répertoire des clavecinistes du XVIIIe siècle, comme Scarlatti, Seixas ou Soler, mettant en valeur la clarté de son jeu et la diversité de sa palette sonore.

## Discographie
- Beethoven : Intégrale des Sonates pour piano (1960-1974, Melodiya - distribution : Codæx).
- Chopin : Ballade n° 1, 3 & 4, Mazurkas (Denon Japon COCQ-84244)
- Debussy : Préludes Livres I et II, 1961, Melodiya (réédité en 2019 par Scribendum SC814, vol. 29)
- Glinka : Variations sur le Rossignol d’Alabiev (1964, Vista Vera VVCD-00120, Vol.4)
- Mozart : Sonates n° 12 K.332, n° 17 K.576, n° 18 K.533/494, Variations K.500, Fantaisie K.396 (Denon Japon COCQ-83974)
- Prokofiev : Scherzo opus 12 n°10 (1953) (Denon Japon COCQ-83980 / Vista Vera VVCD-00019, Vol.3)
- Schubert : Fantaisie D.940 (version à deux mains) (1963, Arlecchino ARL A61)
- Schumann : Kinderszenen (1951), Etudes Symphoniques opus 13 (1961), Bunte Blätter (1947) (Denon COCQ-84243 /  Vista Vera VVCD-00134, Vol.7) ; Concerto pour piano opus 54 – Orchestre Symphonique d’URSS, Karl Eliasberg (1958, Vista Vera VVCD-00121)
- Bizet : Chant du Rhin (1951, report CD Les indispensables Diapason 2022)